# Estación Villa Mugueta
Villa Mugueta era una estación ferroviaria ubicada en la localidad del mismo nombre en el departamento San Lorenzo, provincia de Santa Fe, Argentina.

## Historia
Su construcción finalizó en 1910 a cargo del Ferrocarril Rosario a Puerto Belgrano.